# キセルアザミ
キセルアザミ（煙管薊、学名: Cirsium sieboldii）はキク科アザミ属の多年草。別名、マアザミ（真薊）、サワアザミともいう。

## 特徴
茎の高さは50 - 100 cmであり、茎につく葉は細かく少ない。
花期は9 - 10月で、煙管の様に下向きに花をつけ、花後は上向きになる。花（頭状花序）は筒状花のみで構成されており、花の色は紫色である。
花期にも深く裂けた根生葉が残っている。

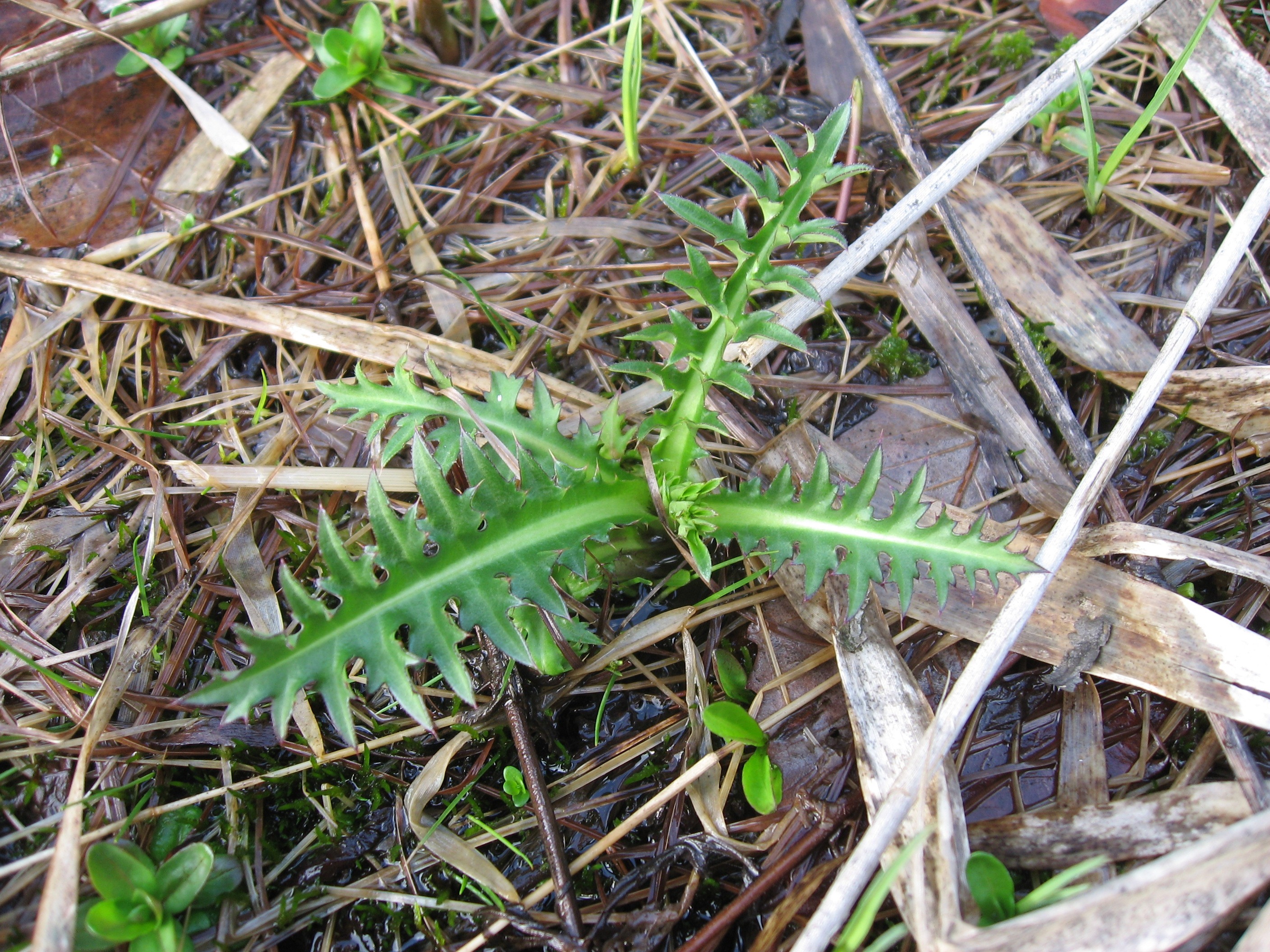
早春のキセルアザミの根生葉
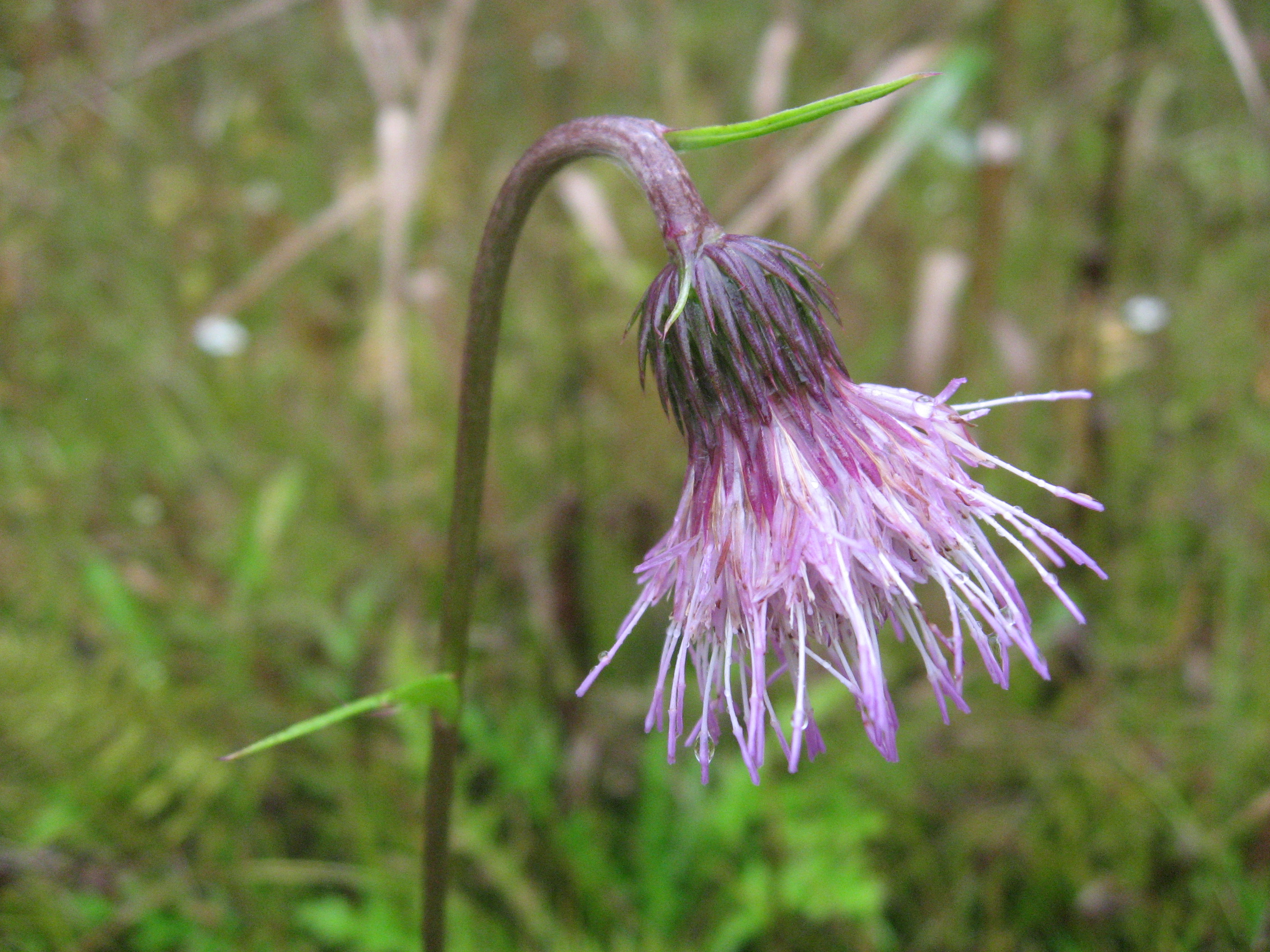
キセルアザミの花（秋）

## 分布と生育環境
アザミ属は、分布域が比較的広いものと極端に狭い地域固有種がある。キセルアザミの分布域は広く、本州、四国、九州の山野の湿り気のある場所や湿原にふつうに見られる。